# Морозов, Николай Фёдорович
Николай Фёдорович Морозов (1882—1956) — художник-гравёр.

## Биография
В 1894 году поступил учеником гравёра в цех украшений Златоустовской Оружейной фабрики, учился у И. П. Агаркова и В. А. Киселева. Работал до 1951 года.
Проживал на улице Нижне-Уреньгинская в доме №121 с 1918 по 1956 год.
Умер в 1956 году от язвы желудка, похоронен в городе Златоусте на кладбище «Сорочье».  
Считается одним из основных хранителей искусства орнамента златоустовской гравюры на стали в 1920—1940 годах. В работах Морозова преобладают изображения уральской растительности. Работы хранятся в Златоустовском краеведческом музее и частных коллекциях.